# Štěrbovky
Štěrbovky (Andreaeopsida) je třída mechů s několika rody, které obvykle rostou na skalách s obsahem křemičitanů. Typickým zástupcem je štěrbovka (Andreaea), konkrétně v ČR např. štěrbovka skalní (A. rupestris).

## Popis
Na první pohled mají štěrbovky podobný vzhled jako pravé mechy z třídy Bryopsida. Typický je pentlicovitě větvený prvoklíček, spirálovité postavení fyloidů na lodyžce, štět redukovaný na jakési pseudopodium podobné tomu u rašeliníků, tobolka neúplně vyvinutá a kalyptra redukovaná.